# Pierre-Bourrilière
La Pierre-Bourillière est un dolmen situé à Ciron dans le département français de l'Indre.

## Historique
L'édifice aurait été fouillé au début des années 1960 par l'abbé Paul Billot qui y découvrit deux outils en silex (un éclat de lame, un racloir) et des fragments d'ossements humains (radius, fémur, vertèbres).

## Description
Le dolmen a été édifié au sommet d'une éminence, la Butte des Terriers, qui domine la vallée de la Creuse. L'état actuel de l'édifice ne permet pas d'en deviner l'architecture d'origine. Il est composé de trois blocs de calcaire oolithique de respectivement 1,30 m sur 1,20 m et 1,90 m sur 1,30 m. Le troisième bloc, le plus grand (2,40 m) est brisé en deux parties. 